# Veszprémfajsz
Veszprémfajsz is een plaats, een község, en gemeente in het Hongaarse comitaat Veszprém. Het ligt zeven kilometer van het Balatonmeer.